# Quäle nie ein Kind zum Scherz
Quäle nie ein Kind zum Scherz (Originaltitel: Non si sevizia un paperino) ist ein Thriller (Giallo) von Lucio Fulci aus dem Jahr 1972 mit Florinda Bolkan, Barbara Bouchet, Tomás Milián, Marc Porel und Irene Papas in den Haupt- bzw. tragenden Rollen.

## Handlung
Im süditalienischen Dorf Accendura quälen drei kleine Jungen Tiere, bedrohen den geistig behinderten Jungen Giuseppe und beobachten Prostituierte bei deren Gewerbe. Als kurz darauf einer der Jungen ermordet aufgefunden wird, verdächtigt die Dorfbevölkerung Giuseppe. Dann taucht eine weitere Kinderleiche auf, es ist die von Bruno, der ebenfalls zu dem Trio gehörte. Der junge Pfarrer des Dorfes, Don Alberto Avallone, segnet die Körper der Jungen.
Bald schon geraten auch andere unter Verdacht, wie die aus der Stadt angereiste Urlauberin Patrizia, als auch die als Hexe verschriene Maciara. Diese wird vom Mob fast gelyncht und gibt zu, die Kinder mittels Voodoo getötet zu haben. Daraufhin jagen die Männer, Frauen und Kinder des Dorfes sie auf den Friedhof neben der Kirche und trampeln die arme Frau im religiösen Rausch zu Tode. Der junge Journalist Andrea Martelli glaubt allerdings nicht an die Schuld von Maciara und stellt Nachforschungen an. Schließlich stirbt auch der dritte Junge. Nun mischt sich auch Albertos Mutter, Aurelia Avallone, ein.
Währenddessen predigt Don Alberto, dass wohl die Sünde und Verderbtheit Schuld sei am Tod der Jungen. Am Ende des Films stellt sich heraus, dass er selbst der Mörder ist. Als er seine kurz zuvor verschwundene Schwester von einer Klippe werfen will, wird er von Martelli erwischt und während eines Faustkampfs von den Klippen gestoßen.

## Hintergrund und Veröffentlichung
| Figur                         | Darsteller             | Deutscher Sprecher    |
| ----------------------------- | ---------------------- | --------------------- |
| Maciara                       | Florinda Bolkan        | Mica Mylo             |
| Patrizia                      | Barbara Bouchet        | Kristina von Weltzien |
| Andrea Martelli               | Tomás Milián           | Oliver Böttcher       |
| Donna Aurelia Avallone        | Irene Papas            | Dagmar Dreke          |
| Don Alberto Avallone          | Marc Porel             | Sascha Rotermund      |
| Onkel Francesco               | George Wilson          | Manfred Liptow        |
| Leutnant der Carabinieri      | Antonello Campodifiori | Robert Kotulla        |
| Offizier der Carabinieri      | Ugo D’Alessio          |                       |
| Rechtsanwalt                  | Virginio Gazzolo       | Clemens Gerhard       |
| Giuseppe Barra                | Vito Passeri           | Kai Henrik Möller     |
| Bruno Lo Cascios Vater        | Andrea Aureli          |                       |
| Bruno Lo Cascios Mutter       | Linda Sini             |                       |
| Frau Spriano, Micheles Mutter | Rosalia Maggio         | Simone Ritscher       |
| Herr Spriano, Micheles Vater  | Franco Balducci        |                       |
| Michele                       | Marcello Tamborra      |                       |
| Malvina Avallone              | Fausta Avelli          | Carlotta Pahl         |
| Mario                         | Duilio Cruciani        | Piet Nowatzky         |

Lucio Fulci siedelte seine Geschichte mit dem übersetzten Originaltitel Quäle niemals ein Entchen im Süden Italiens an, wo katholischer Glaube, tiefe Religiosität und Aberglaube das Wesen der Dorfmenschen bestimmen. So verdächtigen die Hinterwäldler aus dem Süden eine junge Frau aus der Stadt im Norden. Eine Nähe ist zweifelsohne zu Brunello Rondis 1963 entstandenem Werk Il Demonio gegeben, wo die im Mittelpunkt stehende Protagonistin ebenfalls als Hexe gilt und von der Dorfgemeinschaft attackiert wird. Die Aufnahmen dieses Films entstanden sogar an denselben Orten wie seinerzeit Il Demonio.
Und das Lynchen der Maciara (Florinda Bolkan) erinnert an das Lynchen Marina Vladys in Die blonde Hexe, wo der gläubige Mob ebenfalls vor einer Kirche entfesselt agiert. Die tiefe Kirchenkritik gipfelt bei Fulci im Motiv des Mörders: Der junge Pfarrer Alberto (Marc Porel) tötet die bösen Buben, um sie von Sünde zu reinigen.
Wie schon anlässlich Fulcis Film Una lucertola con la pelle di donna von 1971, wo er dem Gericht Rede und Antwort stehen musste wegen des Verdachts der Tierquälerei bezogen auf eine allzu realistische Szene mit einem Hund, kam es auch für eine Szene aus diesem Film zu einer Untersuchung. Fulci musste erklären, wie die Szene mit der von Barbara Bouchet gespielten Patrizia, die nackt einen minderjährigen Jungen zu verführen sucht, zustande gekommen ist, und ob das Kind wirklich einer splitternackten Schauspielerin gegenüberstehen musste.
Uraufgeführt wurde der Film am 29. September 1972 in Italien. In Frankreich lief er am 22. März 1978 an. In den USA hatte er am 23. Mai 2000 Video-Premiere. In Irland wurde er am 24. Oktober 2003 auf dem Dublin Horrorthon Film Festival vorgestellt. In Australien erschien er am 5. Mai 2015 auf DVD/Blu-ray. Er wurde außerdem in folgenden Ländern gezeigt: Bulgarien, Brasilien, Kanada, Chile, Spanien, Finnland, Griechenland, Ungarn, Norwegen, Portugal, Sowjetunion und in der Türkei.
Am 20. November 2015 erschien erstmals eine deutsche Fassung, als DVD (109 Min.) von Studio Elea-Media. Dafür verantwortlich zeichnete die Synchronfirma Synch! Synch! Kino- & TV-Synchronisation aus Hamburg. Angelika Scharf schrieb das Dialogbuch und führte die Dialogregie.

## Kritik
Im Wesentlichen erhielt Quäle nie ein Kind zum Scherz ein gutes Presseecho. So erfasst der US-amerikanische Aggregator Rotten Tomatoes 83 % wohlwollende Besprechungen und ordnet den Film dementsprechend als „Frisch“ ein.
Jacko Kunze gab dem Film auf Moviebreak.de 7,5 Punkte und bezeichnete ihn als „verstörend, spannend und weitaus hintergründiger, als man es beim Namen Lucio Fulci vielleicht im ersten Moment erwarten würde“. Er lobte das Werk als „starkes Stück Genre-Kino, das auch nach über 40 Jahren noch deutlich aus der Masse heraussticht und nichts von seiner Kraft verloren hat.“
Robert Firsching nannte den Film bei AllMovie „einen der gelungeneren Filme von Lucio Fulci“. Auch TV Guide urteilte positiv, der Film sei „überraschend gelungen und nicht übertrieben“.
Haikos Filmlexikon bescheinigte dem Film, dass die Synchronisation „ziemlich gut gelungen“ sei. Im Film gebe es „zwei Szenen, die einem in Erinnerung bleiben, doch der Rest ist eher Psychothriller und Drama, und das vom Feinsten, muss man sagen. Fulci gelingt es, eine Atmosphäre zu schaffen, die jegliche Poesie aus dem Dorf fernhält und auf den Zuschauer eher verstörend wirkt, speziell wenn die Bewohner zur Lynchjustiz greifen und ohne Verhandlungen und nur aus reinem Verdacht heraus das Gesetz selbst in die Hand nehmen“.
Christian Ade von filmtipps.at war voll des Lobes über den Film und äußerte zum Lynchmord, dass dieser „mehr unter die Haut“ gehe als der in Fulcis The Beyond. „Die Minuten extremer Gewalt in Don’t Torture a Duckling [seien] derart quälend, dass man die Agonie des Opfers bis ins heimische Wohnzimmer schmecken [könne]. Das [sei] schmerzhaft. Intensiv. Näher an der Realität als uns lieb sein [könne].“ Ades Fazit: „Hexenglauben und Knabenmorde in einem reaktionären italienischen Bergdörfchen – das ist bitterböse, bisweilen blutrünstig, aber gibt sich auch gesellschaftskritisch. Ergibt einen ziemlich finsteren Stoff.“